# Burie
Burie és un municipi francès situat al departament del Charente Marítim i a la regió de la Nova Aquitània. L'any 2007 tenia 1.259 habitants.

## Demografia

### Població
El 2007 la població de fet de Burie era de 1.259 persones. Hi havia 524 famílies de les quals 144 eren unipersonals (72 homes vivint sols i 72 dones vivint soles), 184 parelles sense fills, 152 parelles amb fills i 44 famílies monoparentals amb fills.
La població ha evolucionat segons el següent gràfic:
Habitants censats

### Habitatges
El 2007 hi havia 635 habitatges, 536 eren l'habitatge principal de la família, 24 eren segones residències i 74 estaven desocupats. 597 eren cases i 35 eren apartaments. Dels 536 habitatges principals, 409 estaven ocupats pels seus propietaris, 109 estaven llogats i ocupats pels llogaters i 18 estaven cedits a títol gratuït; 2 tenien una cambra, 12 en tenien dues, 61 en tenien tres, 170 en tenien quatre i 291 en tenien cinc o més. 411 habitatges disposaven pel capbaix d'una plaça de pàrquing. A 256 habitatges hi havia un automòbil i a 234 n'hi havia dos o més.

### Piràmide de població
La piràmide de població per edats i sexe el 2009 era:
| Homes | Edats   | Dones |
| ----- | ------- | ----- |
| 0     | 95 o +  | 4     |
| 4     | 90 a 94 | 8     |
| 4     | 85 a 89 | 12    |
| 12    | 80 a 84 | 12    |
| 28    | 75 a 79 | 56    |
| 20    | 70 a 74 | 44    |
| 24    | 65 a 69 | 28    |
| 32    | 60 a 64 | 20    |
| 28    | 55 a 59 | 24    |
| 48    | 50 a 54 | 44    |
| 60    | 45 a 49 | 40    |
| 52    | 40 a 44 | 36    |
| 68    | 35 a 39 | 44    |
| 32    | 30 a 34 | 60    |
| 32    | 25 a 29 | 20    |
| 32    | 20 a 24 | 20    |
| 24    | 15 a 19 | 48    |
| 20    | 10 a 14 | 64    |
| 32    | 5 a 9   | 68    |
| 36    | 0 a 4   | 16    |

## Economia
El 2007 la població en edat de treballar era de 769 persones, 554 eren actives i 215 eren inactives. De les 554 persones actives 513 estaven ocupades (273 homes i 240 dones) i 41 estaven aturades (19 homes i 22 dones). De les 215 persones inactives 95 estaven jubilades, 50 estaven estudiant i 70 estaven classificades com a «altres inactius».

### Ingressos
El 2009 a Burie hi havia 545 unitats fiscals que integraven 1.300 persones, la mediana anual d'ingressos fiscals per persona era de 16.357 €.

### Activitats econòmiques
Dels 70 establiments que hi havia el 2007, 1 era d'una empresa extractiva, 4 d'empreses alimentàries, 4 d'empreses de fabricació d'altres productes industrials, 9 d'empreses de construcció, 18 d'empreses de comerç i reparació d'automòbils, 2 d'empreses de transport, 2 d'empreses d'hostatgeria i restauració, 4 d'empreses financeres, 2 d'empreses immobiliàries, 6 d'empreses de serveis, 11 d'entitats de l'administració pública i 7 d'empreses classificades com a «altres activitats de serveis».
Dels 24 establiments de servei als particulars que hi havia el 2009, 1 era una gendarmeria, 1 oficina de correu, 1 una oficina bancària, 4 tallers de reparació d'automòbils i de material agrícola, 1 autoescola, 1 guixaire pintor, 2 fusteries, 3 lampisteries, 2 electricistes, 1 empresa de construcció, 3 perruqueries, 1 restaurant, 1 agència immobiliària, 1 tintoreria i 1 saló de bellesa.
Dels 9 establiments comercials que hi havia el 2009, 1 era un supermercat, 1 una botiga de més de 120 m², 3 fleques, 2 carnisseries, 1 una botiga de roba i 1 una floristeria.
L'any 2000 a Burie hi havia 48 explotacions agrícoles que ocupaven un total de 700 hectàrees.

## Equipaments sanitaris i escolars
L'únic equipament sanitari que hi havia el 2009 era una farmàcia.
El 2009 hi havia una escola elemental integrada dins d'un grup escolar amb les comunes properes formant una escola dispersa. Burie disposava d'un col·legi d'educació secundària amb 241 alumnes.

## Poblacions més properes
El següent diagrama mostra les poblacions més properes.